# Tyquan Thornton
Tyquan Thornton (Miami, 7 agosto 2000) è un giocatore di football americano statunitense che milita nel ruolo di wide receiver per i New England Patriots della National Football League (NFL).

## Carriera

### New England Patriots
Al college Thornton giocò a football a Baylor. Fu nel corso del secondo giro (50º assoluto) del Draft NFL 2022 dai New England Patriots. Il 1º settembre 2022 fu inserito in lista infortunati a causa della frattura di una clavicola subita in pre-stagione. Tornò nel roster attivo l'8 ottobre. Nella settimana 6 contro i Cleveland Browns segnò il suo primo touchdown su corsa e il primo su ricezione, diventando il primo wide receiver dei Patriots a riuscirvi nella stessa gara dai tempi di Deion Branch. La sua annata da rookie si concluse con 22 ricezioni per 247 yard e 3 marcature totali.